# Georgenberg
Georgenberg er en kommune i Landkreis Neustadt an der Waldnaab i Regierungsbezirk Oberpfalz i den tyske delstat Bayern. Den er en del af Verwaltungsgemeinschaft Pleystein.

## Geografi
Georgenberg ligger i Naturpark Oberpfälzer Wald, ved grænsen til Tjekkiet hvor nabokommunen er Lesná. Den ligger ved motorvej A 6 (frakørsel Waidhaus) cirka 100 km. fra Nürnberg og 170 km. fra Prag.

### Inddeling
Kommunen består ud over Georgenberg af disse landsbyer og bebyggelser: Bernlohe, Bernrieth, Brünst, Danzerschleif, Dimpfl, Faislbach, Galsterlohe, Gehenhammer, Georgenberg, Hagenhaus, Hammermühle, Hinterbrünst, Krautwinkl, Kühtränk, Leßlohe, Lösselberg, Lösselmühle, Neudorf, Neuenhammer, Neukirchen, Papiermühle, Prollermühle, Rehberg, Rehlohe, Reinhardsrieth, Schmidtlerschleif, Schwanhof, Vorder-Waldheim, Waldheim og Waldkirch.